# Cephalotes patei
Cephalotes patei é uma espécie de inseto do gênero Cephalotes, pertencente à família Formicidae.